# Dasiphora
Genre
Dasiphora est un genre de plantes à fleurs de la famille des Rosacées. Ce sont des arbrisseaux originaires d'Asie, avec une espèce D. fruticosa (la potentille arbustive), qui s'étend sur l'ensemble de l'hémisphère nord tempéré frais,.
Les feuilles sont divisées en cinq (parfois trois ou sept) folioles. 

## Liste des espèces
Selon BioLib (29 juin 2024) : 
- Dasiphora arbuscula (D. Don) Soják
- Dasiphora fruticosa (syn. Potentilla fruticosa )
- Dasiphora glabra (G.Lodd.) Soják
- Dasiphora glabrata (Willd. ex Schltdl.) Soják
- Dasiphora mandshurica (Maxim.) Juz.
- Dasiphora parvifolia (syn. Potentilla parvifolia )
- Dasiphora veitchii (Wils.) J. Soják

(KEW plants of the world reconnaît 10 espèces en août 2022).